# 아브라바야쥐속
아브라바야쥐속(Abrawayaomys)은 비단털쥐과 목화쥐아과에 속하는 남아메리카 설치류이다. 2종이 알려져 있으며, 아르헨티나 북동부와 브라질 남동부에서 발견된다.

## 특징
작은 설치류로 머리부터 몸까지 길이가 116~135mm이고, 꼬리 길이는 85~133mm이다. 몸무게는 최대 55g이다.

## 하위 종
- 체베즈쥐 (Abrawayaomys chebezi)
- 루시쥐 (Abrawayaomys ruschii)